# القنب الهندي في تركيا
القنب الهندي في تركيا غير قانوني للاستخدام الترفيهي، ولكن يسمح لأغراض طبية وعلمية محدودة. المصطلح التركي للمرجوانا هو "kenevir".

## الاستخدام الطبي
في عام 2016, تمت الموافقة على التشريع للسماح باستخدام أدوية الكانابينويد تحت اللسان (مثل نبيكسيمولس) للاستخدام مع وصفة الطبيب. استخدام القنب الهندي كامل النبات لا يزال غير قانوني.

## الزراعة
زراعة الماريجوانا قانوني في 19 مقاطعة في تركيا للأغراض الطبية والعلمية. ومع ذلك، يمكن بالإذن أيضاً إجراء ذلك في مقاطعات أخرى أيضاً.

## التطبيق
استهلاك أي دواء (استخدام شخصي أم لا) غير قانوني ويتطلب عملية قانونية. ويعاقب على امتلاك أو شراء أو تلقي أي مخدرات غير قانونية، بما في ذلك الحشيش، بالسجن لمدة تتراوح بين سنة وسنتين. هناك أيضاً خيار العلاج و / أو الاختبار لمدة تصل إلى ثلاث سنوات. إذا رفض المستخدمون العلاج أو لم يلتزموا بشروط الاختبار، يمكن للمحاكم أن تقرر الحكم.
ويعاقب على البيع والعرض بالسجن لمدة تتراوح بين 5 و 10 سنوات، والإنتاج أو الاتجار بهما لمدة لا تقل عن 10 سنوات.